# Villaggio Party
Villaggio Party è stato un programma televisivo italiano condotto da Paolo Villaggio, trasmesso da Odeon TV per una sola edizione, dal 1 dicembre 1987 al 23 marzo 1988, il martedì sera alle 20:35.

## Il programma
Il programma era una commistione di vari generi televisivi, a metà strada tra l'happening alla Arbore, una trasmissione-salotto, il quiz ed il talk show. In ogni puntata veniva trattato un argomento diverso, spesso scabroso ma, sempre affrontato con ironia, dove gli ospiti erano liberi di esprimere il proprio parere. 
Nel corso del programma si avvicendavano varie rubriche e giochi: Adriano Panatta conduceva la rubrica Il tennista tuttologo, Simona Mariani, Mirca Viola e la giovane Elisabetta Villaggio, figlia del comico, coadiuvavano l'attore in un gioco a squadre, molto simile a Il Musichiere: i concorrenti dovevano indovinare motivi e voci registrate di attori, cantanti, personaggi politici e della cultura, e in quello de La scommessa, una prova di memoria cinematografica in cui un filmato celebre tratto da un film, veniva interrotto e si chiedeva agli ospiti di indovinare quanti secondi dopo si sarebbe verificata una certa situazione. 
Non mancavano rubriche dedicate agli oroscopi e alla lettura delle carte a cura dell'esordiente Paolo Fox.
La direzione musicale era affidata alla Biribirichini Band di Mario Chiari.